# Mbalak
Mbalak (ou Mbaldak) est une localité du Cameroun située dans l'arrondissement de Meri, le département du Diamaré et la région de l’Extrême-Nord. Elle fait partie du canton de Douvangar.

## Population
En 1974, la localité comptait 810 habitants, des Moufou.
Lors du dernier recensement de 2005, on y a dénombré 1 648 habitants, soit 817 hommes (49,58 %) pour 831 femmes (50,42 %). 